# Perdita maculosa
Perdita maculosa är en biart som beskrevs av Timberlake 1958. Perdita maculosa ingår i släktet Perdita och familjen grävbin. Inga underarter finns listade i Catalogue of Life.